# Bataille du Mont Mouchet
Pour les articles homonymes, voir Mouchet (homonymie).
Seconde Guerre mondiale
Batailles
2e campagne de France
- Corse
- Limousin
- Ain et Haut-Jura
- Les Glières
- Ascq
- Division Brehmer
- Mont Mouchet
- Opérations SAS en Bretagne
- Bataille de Normandie
- Guéret
- Brigade Jesser
- Cornil
- 1er Tulle
- 2e Tulle
- Argenton-sur-Creuse
- Oradour-sur-Glane
- 1er Ussel
- Saint-Marcel
- Saffré
- Mont Gargan
- Vercors
- Penguerec
- Lioran
- Égletons
- 2e Ussel
- Débarquement de Provence
- Port-Cros
- La Ciotat
- Toulon
- Martigues
- Marseille
- Nice
- Rennes
- Saint-Malo
- Brest
- Paris
- Mont-de-Marsan
- Montélimar
- Maillé
- Écueillé
- La Saulx
- Meximieux
- Nancy
- Colonne Elster
- Dunkerque
- Arracourt
- Saint-Nazaire
- Lorient
- Metz
- Royan et de la pointe de Grave
- Campagne de Lorraine
- Colmar

Front d'Europe de l'Ouest
Front d'Europe de l'Est
Campagnes d'Afrique, du Moyen-Orient et de Méditerranée
Bataille de l'Atlantique
Guerre du Pacifique
Guerre sino-japonaise
La bataille du mont Mouchet opposant des maquisards à des éléments de l'armée allemande a eu lieu les 10 et 11 juin 1944.
Le mont Mouchet, situé sur un plateau à cheval sur trois départements, Cantal, Haute-Loire et Lozère, est un lieu de rassemblement de résistants et de réfractaires au STO en mai et juin 1944.
Des éléments allemands et des volontaires de l'est attaquent le réduit les 10 et 11 juin 1944. La plupart des maquisards purent s'échapper et rejoindre le réduit de la Truyère. Les récits les plus fantaisistes ont circulé sur les combats et sur les pertes des deux côtés. Les recherches d'Eugène Martres, professeur d'histoire et correspondant du Comité d'histoire de la Seconde Guerre mondiale, dans les archives françaises, alliées et allemandes confrontées aux témoignages des maquisards et des soldats allemands, permettent maintenant de connaître l'origine du rassemblement, le déroulement de la bataille et les pertes des deux côtés.

## Genèse
Au début de l’année 1944, les résistants de la région R6 (Auvergne) et les réfractaires au STO qui ont pris le maquis par petits groupes sont traqués par les Allemands et la milice. Le 11 février, Jean Chappat commandant régional de l’AS (Armée secrète) des MUR (Mouvements Unis de Résistance) est arrêté à Aurillac. La répression allemande fait 6 tués en mars à Volvic, 12 à Pontaumur et en avril 20 arrestations à Champeix. Dès fin mars 1944 (peut-être le 27 la date est incertaine), des résistants envisagent de se replier dans des réduits. Un groupe constitué de Maurice Montel, Delfaut et Portefaix, tous trois résistants de Ruynes, Fontugne garde forestier au Mont Mouchet et Huguet (Prince) chef départemental des MUR du Puy-de-Dôme, visite le Mont Mouchet.
À la mi-avril (soit le 15 soit le 20 avril selon les sources), Émile Coulaudon, qui a remplacé Chappat comme commandant régional de l’AS rencontre à Montluçon l’agent britannique Maurice Southgate. Coulaudon propose d’organiser un réduit au Mont Mouchet. Mais Southgate est arrêté par la Gestapo le 1er mai. Le 2 mai (date incertaine) au cours d’une réunion sous la présidence de Henri Ingrand chef des MUR, près de Paulhaguet en Haute-Loire (à la ferme du Boitout), le principe de l’organisation de réduits au Mont Mouchet, à La Truyère et au Lioran est acquis. La décision est prise à l’unanimité mais non sans heurts (avec des réserves de la part des FTP - Francs-tireurs et partisans) à cause de divergences sur le rôle précis à donner aux réduits. Cette décision semble s’imposer à tous par la situation intenable de la résistance en Auvergne.

## Mobilisation
Coulaudon, devenu le colonel Gaspard s’installe à la maison forestière du Mont Mouchet. Il s’adjoint comme chef d’état-major le lieutenant-colonel Garcie (Gaston) et nomme le colonel Mondange (Thomas) commandant du réduit de la Truyère.
À partir du 8 mai 1944, l’ordre de rejoindre le Mont Mouchet circule et des maquisards s’y regroupent mais ce n’est que le 20 mai que l’ordre de mobilisation générale est donné. À partir de cette date, le regroupement s’accélère. Les maquisards viennent naturellement du canton de Saint-Flour, mais surtout très nombreux de Clermont-Ferrand ; jusqu'au 6 juin le Mont Mouchet est une affaire de Clermontois. Le 25 mai, plus de 100 Clermontois arrivent en gare de Ruines. On peut estimer que le 10 juin entre 2 400 et 2 700 hommes sont rassemblés au Mont Mouchet, 1 300 au réduit de La Truyère et environ 1 000 à Venteuges (Haute-Loire).

## Organisation du réduit
Autour de la maison forestière, près du sommet, les 15 compagnies se sont réparties dans un rayon d’une dizaine de kilomètres jusqu’aux villages de Clavières et Védrines-Saint-Loup dans le Cantal, Paulhac en Lozère et Pinols en Haute-Loire.
De nombreux parachutages ont approvisionné les maquisards en armes, essentiellement des armes individuelles. Martres estime que 55 tonnes d’armes ont été parachutées, 3 000 armes individuelles (fusils et mitraillettes), 150 fusils mitrailleurs, 3 600 à 4 000 grenades. Plusieurs compagnies étaient dotées de mitrailleuses françaises ou américaines et (ou) d’une arme antichar dite bazooka., Mais de nombreux jeunes maquisards n’ont aucune formation au maniement des armes et ils n’ont pas le temps d’apprendre à se servir d'une arme de guerre. Certains ont seulement utilisé un fusil de chasse ou une carabine de fête foraine.
La défense du réduit semble avoir été laissée à l’initiative des chefs de compagnie. Le chef d’état-major a fait passer l’ordre de creuser des trous individuels. Le 9 juin, veille de la principale attaque, il tente de mettre de l’ordre. Dans une longue note intitulée "Décision" il écrit : « Surveillance des compagnies : beaucoup trop de commandants de compagnie ou de chefs de bataillons quittent leurs unités sans motifs... Ces errements doivent cesser... »
Maurice Montel, capitaine du Génie, témoignera que « c’était la pagaille au Mont Mouchet » et aussi « ils avaient reçu des explosifs mais ils ne savaient pas s’en servir », ce qui explique que les ponts de Ruines et du Crépoux n’aient pas sauté.
Mondange sera plus direct : « Au Mont-Mouchet c’était l’anarchie par pléthore de chefs. Tout le monde commandait, prenait des décisions que personne n’exécutait ».
Garcie et l'état-major attendaient les Allemands « comme en 14 » pour une bataille en terrain découvert sur le plateau. La route de Ruynes à Clavières se prêtait parfaitement à des embuscades mais le commandement n'imaginait pas du tout ce type de combat.

## Attaque du 2 juin
Le vendredi 2 juin, deux compagnies de volontaires de l’est (des Azerbaïdjanais) sont acheminées de Rodez vers le Mont Mouchet via le Malzieu. Elles arrivent vers 9 heures après plus de 180 kilomètres en camion et commencent à gravir la pente côté Est. Le capitaine Delorme, « Commandant Masséna », a disposé ses sections sur les hauteurs en surplomb de la route. En position favorable, elles tiennent tête toute la matinée aux attaquants qui ont la combativité de volontaires prisonniers. En début d’après-midi, le corps franc « Laurent » accourt du château de Chamblard et prend les attaquants à revers. Vers 15 heures, les attaquants se replient et regagnent Rodez, leurs pertes probables sont de 5 à 7 tués mais la proclamation de Gaspard transforme le repli allemand en « déroute » avec « une cinquantaine de tués » pour cinq maquisards blessés. En 2014 à la page 57 de Tout un monde au Mont-Mouchet, Manuel Rispal fait encore écrire par un résistant commandant de compagnie « Les SS ont laissé 66 morts et des blessés » sans même s'étonner du fait que personne n'ait trouvé trace de ces morts laissés sur le terrain, sans parler des blessés abandonnés[Interprétation personnelle ?].

## Attaques du 10 juin
Pendant que les maquisards savourent leur victoire, le commandement allemand, le général von Brodowski, se prépare à rétablir l’autorité de la puissance occupante. Il prévoit six groupes de combat, quatre pour encercler les bandes, une en verrou vers le Malzieu et une en réserve à Saint-Flour.
Le 8 juin, Brodowski interdit la circulation des véhicules et envoie des troupes au Puy et à Saint-Flour où la 12e compagnie du 95e régiment de sécurité arrive le 9 au soir ou le 10 au matin.
Mais nombre de troupes prévues étant absentes, c’est sur trois axes que vont se développer les attaques le 10 juin.

### Du Puy vers Saugues
Le Rittmeister (capitaine) Coelle conduit l’attaque avec trois compagnies de Tatars de la Volga des « volontaires de l’Est ». Partie du Puy vers 8 heures, la colonne de camions avance lentement en attendant d’être rattrapée par 1 compagnie du 958e bataillon antiaérien, en tout 500 à 600 hommes. Vers 13 heures, elle atteint les avant-postes du réduit de Venteuges à La Vachellerie. Archer, commandant du réduit a placé là une section de gendarmes bien armés de mitrailleuses et bazookas et un groupe de 80 hommes qui arrêtent les assaillants. Ceux-ci parviennent cependant jusqu’aux hameaux des Salles-Vieilles et Salles-Jeunes mais, pris de flanc par la 31e compagnie, ils sont repoussés et abandonnent deux prisonniers, un canon de 20 millimètres et deux camions incendiés. Vers 19 heures, les attaquants se replient vers l’Allier pour y passer la nuit.
Les pertes probables sont 2 Allemands et 7 Tatars tués, plus les 2 prisonniers et, côté maquis, 3 ou 4 tués, dont un civil et une dizaine de blessés.

### Du Nord vers Pinols
Venant de Langeac, 450 hommes arrivent à Pinols vers 16 h 30 – 17 heures. Ce sont deux compagnies du 19e régiment S.S. de police de l'ordre, stationnées à Tulle et une compagnie du 958e bataillon antiaérien (958e Motorisierte Flak Bataillon). Vers 18 heures, ils sont aux « Quatre Routes » (Pinols, Védrines, Le Mont-Mouchet). Les « Truands », 32 volontaires commandés par le lieutenant Malaise et quelques jeunes Aurillacois les attendent depuis le début de l’après-midi. Le combat dure plus de deux heures mais les assaillants sont plus nombreux, aguerris, il ne s’agit pas de volontaires de l’Est. Ainsi quand une mitrailleuse s’enraie les « Truands » sont encerclés, ils ne se sont pas ménagés une voie de repli, 20 à 22 seront tués. Les autres arrivent à se replier et les Allemands passent la nuit à Pinols. Les pertes allemandes ne sont pas précises (de 1 à 10 tués ce jour-là).

### De Saint-Flour vers Clavières
Le détachement de reconnaissance no 1000 (sans sa compagnie de surveillance) et deux compagnies du SS-Polizei-Regiment 19, c’est-à-dire 500 à 600 hommes que commande le chef de bataillon Enns, partent de Saint-Flour vers midi. La colonne met près de 2 heures pour arriver à Ruines autour de 14 heures. Dix habitants sont fusillés dans les rues, 19 autres sont emmenés dans un chemin creux, ils sont invités à s’éloigner et fusillés : 16 sont tués, 2 se cachent derrière un mur, un troisième tombe dans les herbes hautes et passe pour mort. Ces trois derniers auront la vie sauve.
Pourquoi cette tuerie ? L’hypothèse de Martres, basée sur des témoignages de soldats, est que les Allemands ont pris Ruines pour Clavières où ils savaient, par des miliciens, les « bandes » très implantées.
Les assaillants prennent ensuite la route de Clavières, mais peu après Ruines, Enns détache une partie des troupes vers Le Morle et Trailus. Il semble que le commandement se soit vite aperçu de la difficulté de faire avancer la colonne sur la petite route qui monte à Clavières.
Le détachement de Trailus incendie trois maisons puis échange quelques tirs avec un groupe de la 5e compagnie ; selon le témoignage d’un maquisard « ce fut un petit combat. Nous ne savions pas nous servir des armes qu’on nous avait données deux jours plus tôt et nous trainions les munitions dans des seaux dans lesquels les bandes s’enchevêtraient et devenaient inutilisables »[réf. nécessaire]. Les maquisards se replient rapidement et les attaquants n’insistent pas.
Le gros de la troupe continue sur la route de Clavières. Pour prévenir les tirs en provenance des habitations des villages qu’ils traversent, les attaquants lancent des grenades incendiaires, c’est ainsi que vont être incendiés le Moulin de Ruines, la Brugère, la Bessière-des-Fabres.
Une section de maquisards tenait les alentours de la Brugère mais le 10 juin après-midi elle est partie aux nouvelles à la maison forestière. Vers 15 heures, les attaquants arrivent à l’entrée de Clavières. Le maire de Clavières, Broncy, muni de son écharpe tricolore et d’un linge blanc, s’avance pour parlementer. Il est abattu et probablement brûlé dans l'incendie du four.
La 4e compagnie des maquisards est postée dans Clavières, elle est rapidement repoussée par les attaquants qui lancent des grenades incendiaires dans les bâtiments, abattent 4 habitants qui n’ont pas fui et en blessent 3 ou 4 autres. Puis la colonne reprend sa marche en avant. À la sortie de Clavières, elle se scinde en deux, une partie oblique vers La Laubie, incendie Les Chazes et La Grane et se heurte autour de La Laubie à la 3e compagnie de maquisards qui la bloque jusqu’à la nuit.
Le reste de la troupe poursuit sur la route de Paulhac, en direction du Mont Mouchet, elle se heurte à deux compagnies de maquisards (la 4e et la 9e), au cours d’un violent engagement, une vingtaine de maquisards sont tués ou ayant été capturés, ils sont abattus. Une automitrailleuse allemande, sur les deux que compte le détachement est basculée dans un marécage par un tir de bazooka mais la charge n'explose pas. Depuis Clavières, les attaquants n’ont progressé que de 4 kilomètres.
Quand la nuit tombe, alors que brulent les villages autour de Clavières, le détachement de cet axe d’attaque se replie sur Saint-Flour.

### État-major à la maison forestière
Comment réagit l’état-major à la maison forestière pendant les combats ? Aucune instruction n’est donnée pour réagir aux attaques ni pour renforcer les compagnies sur les lieux des combats. L’initiative est laissée aux commandants de compagnie, voire aux chefs de sections.
Dans le courant de l’après-midi ou en fin d’après-midi, Garcie part au réduit de la Truyère pour demander au colonel Mondange d’envoyer des renforts à Clavières. Alors que Garcie est à la Truyère, Coulaudon quitte la maison forestière, se replie et passe la nuit dans le triangle formé par les routes de la Croix du Fau – Paulhac – Mont-Mouchet.
Bien plus tard on écrira que le 10 juin au soir Gaspard aurait donné l’ordre (à qui ?) de tenir jusqu’au lendemain soir pour permettre un repli vers le réduit de la Truyère. C’est douteux et incohérent avec la demande de Garcie d’envoyer des renforts à Clavières, d'autant plus que les compagnies proches du poste de commandement se sont repliées sans combattre le 11 juin.

## Journée du 11 juin

### Attaque vers Saugues
Les Volontaires de l’Est qui ont subi des pertes lors de l’attaque de la veille restent prudemment à l’entrée du village de La Vachellerie.
Pendant ce temps, du côté des maquisards « les hommes de la 32e se dérobent, abandonnent armes et munitions dans la cour de la ferme où ils cantonnent et rentrent chez eux ». Le témoignage d’Alphonse Longeon de Brioude rapporté dans La résistance à Brioude et dans la région est éloquent : « C’est ce dimanche qu’il y a eu la grande dispersion. Chacun se démerde comme il peut ! voilà ce qui a été dit ».
Vers 16 heures, alors que deux maquisards tués la veille sont enterrés à Saugues, un avion de la base d’Aulnat tourne sur et autour du bourg, il lâche des rafales et une bombe. Elle tombe à l'entrée de Saugues écorne une maison et détruit une baraque des Ponts et Chaussées. Ce sera la seule intervention aérienne au cours des deux jours de la bataille du Mont-Mouchet.
En fin d'après-midi, après la dispersion des maquisards du réduit de Venteuges, les Volga-Tatars occupent Saugues.

### Attaque vers Pinols
Dans la matinée du 11 juin, les attaquants de la veille (deux compagnies du 19e régiment S.S. de police de l'ordre et une compagnie du 958e bataillon antiaérien) qui ont passé la nuit à Pinols, fusillent cinq personnes avant de partir pour Tulle, leur lieu de cantonnement, via Le Lioran ; ils sont remplacés par deux bataillons du 1000e régiment de sécurité motorisé commandé par le colonel Abel. Ce régiment, venu de Montargis, était arrivé à Coudes (20 km au sud de Clermont) le 9 juin. Après Brioude, le 1er bataillon (commandant Volnat) a suivi la D41. Arrivé aux quatre routes de Pinols, il continue par la D41 pour se diriger directement vers le Mont-Mouchet, tandis que le 2e bataillon (commandant Schwarz), venu par Langeac, s'engage dans des chemins vers le Sud-Est. Mais les véhicules ne peuvent avancer dans les chemins forestiers et le 2e bataillon rejoint le 1er. 
Trois compagnies de maquisards (10e – 11e – 14e) ont pris position sur les hauteurs dominant le pont du Crépoux. Le combat débute vers 8 h 30, (selon le témoignage de Jean Anglade, de la 4esection, 14e compagnie). Les maquisards, bien postés, arrêtent la progression allemande pendant 3 heures. Côté allemand, c'est la deuxième compagnie du 1000e qui mène l'attaque, il s'agit de soldats aguerris, bien armés, ils disposent de deux canons de 20 mm et surtout de ce que les Américains surnommeront la tronçonneuse d'Hitler la redoutable mitrailleuse MG 42, de calibre 7,92 mm qui crache 20 balles à la seconde – 4 ou 5 fois plus rapide que celles des maquisards – avec des bandes de 250 cartouches et dont le canon peut être changé en 10 secondes.
25 hommes seront tués au pont de Crépoux, la majorité de jeunes hommes (18/25 ans) et 3 au hameau de Chapel, à proximité, 1 blessé, décèdera de ses blessures (d'après les dernières recherches de M Rispail). 4 civils fusillés (secteur très proche) : 1 ferme du Crépoux, 1 ferme de la Bastide, et 2 femmes au Pavillon le 15/06. Les Allemands sont maîtres du pont de Crépoux qui, bien que miné, ne saute pas, personne ne sachant utiliser les explosifs. Le 1er bataillon continue sur la D41 tandis que le 2e bataillon oblique au sud-est vers Le Pavillon. Les maquisards se replient harcelés par les tirs des canons jusqu'à la nuit, ils se dirigent vers le sud, Paulhac, Saint-Privat-du-Fau et le Malzieu pour s'échapper.[réf. nécessaire]

### Attaque vers Clavières
Les renforts demandés par Garcie à Mondange sont amenés en camion de Fridefont à Lorcières à la pointe du jour. Il s'agit de deux compagnies, la 26e et la 27e, dont le commandement a été donné à Ostertag, sous-officier de carrière et capitaine au maquis.
La 27e compagnie part à pied vers La Bromesterie tandis que la 26e (composée de jeunes de Laroquebrou) se dirige vers Clavières. Ostertag demande aux camions qui se sont arrêtés à Lorcières de se rendre à Clavières. Puis, informé de ce qu'une automitrailleuse a été abandonnée sur la route au-delà de Clavières, il s'en va accompagné de quelques officiers pour essayer de la récupérer. Pendant ce temps les trois sections de la 26e prennent position à l'initiative de leur chef respectif : à l'entrée du village côté Ruynes pour la section du lieutenant Bories, dans le village pour la section Lambert et à la sortie côté le Mont-Mouchet pour la section Grillon.
La colonne allemande arrive vers 10 h 30. Les armes automatiques et les bazookas de la section Bories détruisent le véhicule léger qui précède la colonne, deux autres véhicules sont touchés, un troisième repart en marche arrière. Les Allemands se mettent à l'abri et font avancer deux automitrailleuses qui mitraillent les maquisards. Les bazookas ne tirent plus : les servants sont tués ou blessés. Les maquisards rescapés se replient dans Clavières tandis que les Allemands installent des mitrailleuses à l'entrée du village et que les deux automitrailleuses attaquent le château au canon de 20 millimètres. Les camions des maquisards, des gazogènes qui refusent de démarrer, bloquent la route empêchant les automitrailleuses d'avancer. La section Lambert qui a pris position dans le parc du château a des blessés. Lambert les fait évacuer et devant la supériorité de feu de l'ennemi décide de décrocher ; neuf hommes partent avec lui vers la Bromesterie. Dans le village restent quelques membres de la section Lambert et les rescapés de la section Bories. Le combat y fait rage de midi à 13 heures. Après 13 heures pendant une accalmie, les Allemands dégagent les camions des maquisards, finissent d'incendier le village et repartent vers le Mont Mouchet.
Les maquisards, ne connaissant pas les lieux, sans guide, sans boussole, avec le lieutenant Bories, le seul gradé au contact du début à la fin de l'engagement, tentent d'échapper à l'ennemi. Bories se sacrifie pour couvrir la retraite, il est tué avec une quinzaine de ses hommes au poste de défense qu'il organise au lieu-dit Puech Ferrat. La 27e compagnie qui avait pris position à la Bromesterie se retire sans combattre, sans que l'on sache qui donne l'ordre de décrocher. Ostertag et les officiers partis sur la route du Mont Mouchet le matin vers 9 heures ne sont pas revenus sur les lieux des combats, ils se retirent au réduit de la Truyère, peut-être avec la 27e compagnie. Vers 18 heures, la bataille de Clavières est terminée, c'est une centaine de maquisards des sections Bories et Lambert qui ont combattu le 11 juin à Clavières. Les rescapés tentent de rejoindre Fridefont à pied.
Robert Séguin, un des rescapés écrit (Revue de la Haute Auvergne, T 57, Avril-juin 1995, page 220)[Où ?] : « Je m'intégrai à un petit groupe de sept hommes qui arriva à Fridefont dans la matinée du 13 juin. Nous y eûmes la surprise de voir notre capitaine (Ostertag) porter les galons de commandant. Personne ne fit d'observation et nous n'en parlâmes qu'entre amis ». À l'arrivée des rescapés de la 26e compagnie, Gaspard déplore l'hécatombe mais s'étonne que la 26e n'ait pas décroché.
Le lendemain, 12 juin, le colonel Mondange écrit à Gaspard : « Le spectacle d'hier fut pénible : autos personnelles de plus ou moins grands chefs civils qui fuyaient le coin où l'on se battait, ou tout au moins en donnaient l'apparence, camions à demi-chargés, voire pas chargés du tout, qui ne servaient qu'à véhiculer le conducteur et ses amis... » (Rapport de Mondange à Gaspard in Martres "Le Cantal de 1939 à 1945 – Les troupes allemandes à travers le Massif Central").

## Après la bataille
La nuit du 11 au 12 juin, les Allemands bivouaquent à quelques centaines de mètres de la maison forestière qu'ils atteindront le 12 au matin. Le PC de Coulaudon est intact, rien n’a été mis à l’abri, ni les sacs de farine, ni l’énorme stock de fromage. Martres ajoute : « Les prises allemandes comportent un dernier aspect inquiétant. Le 1000e régiment entra en possession, soit à la maison forestière, soit à la ferme du Pavillon, de documents d’un telle importance que le lieutenant Kappel fut chargé de les apporter immédiatement au haut-commandement à Royat. Ces documents auraient prouvé la collusion entre la Résistance et certains organismes de Vichy ».
Dans le journal le Mur d'Auvergne no 6 de juin 1944, Gaspard célèbre la victoire 1 400 morts et 1 700 blessés allemands. La réalité est malheureusement différente, 30 tués et 60 blessés côté Allemands, côté résistance 140 maquisards tués auxquels s'ajoutent 60 civils fusillés ou tués par balles perdues.
Le 12 juin, le colonel Mondange (Thomas) qui commande le réduit de Fridefont où se réfugient de nombreux maquisards qui ont évacué le Mont Mouchet adresse à Coulaudon (Gaspard) un rapport publié par Eugène Martres dans Le Cantal de 1939 à 1945 – Les troupes allemandes à travers le Massif central (Éditions de Borée) en 1993 :
« Fridefont le 12 juin.
Colonel Thomas à Gaspard, chef de la résistance en Auvergne
Il y a plusieurs mois, lorsque vous m'avez connu, vous m'avez demandé d'être votre conseiller militaire. J'ai accepté et, depuis, fort de votre confiance, je vous ai donné des notes sur l'organisation et l'emploi de ces forces de la résistance que votre foi et votre ténacité recrutaient toujours plus nombreuses. Votre immense et presque trop beau succès a transformé le problème du commandement et de l'emploi de ces effectifs. Les événements d'hier rendent très urgent une mise au point que je vous expose ci-dessous dans l'esprit de fidèle et amicale collaboration qui, vous le savez, m'a toujours guidé vis-à-vis de vous.
La liquidation du réduit de la Margeride, dans les conditions où elle s'est effectuée, est un désastre. Il faut oser le reconnaître et en rechercher les causes pour qu'elles ne se reproduisent pas. 
a) Conception tactique de la défense du réduit
Le choix de la position du Mont-Mouchet n'était pas du tout mauvais, comme certains maintenant le prétendent. D'ailleurs tout terrain, avec plus ou moins de facilité, se défend lorsque le procédé appliqué est approprié à la nature de la position à garder.
A mon avis c'est dans les principes mêmes qui ont présidé à l'organisation de la défense du Mont-Mouchet qu'il faut rechercher la cause d'un si regrettable échec qui nous prive du travail de nombreuses semaines, fait à l'aise, l'ennemi nous ayant laissé tout loisir de nous installer, avantage que, je le crains, nous ne retrouverons pas sur la Truyère.
Dès mon arrivée au Mont-Mouchet, lorsque j'ai eu une vue d'ensemble de sa défense, je vous ai dit ce que je pensais. J'y ai mis évidemment la discrétion et la courtoisie qui se devaient à l'égard d'un excellent officier, mon ami, dont j'ai apprécié la droiture et le courage. Par ailleurs, je ne voulais pas avoir l'air de chercher à le supplanter encore que, vous le savez, dans notre hiérarchie professionnelle, il est mon subordonné. 
Sa conception de la défense était purement linéaire, ne lui laissant aucune troupe de main pour les actions extérieures et les contre-attaques intérieures. Vous m'avez vous-même plaisanté lorsque je vous ai laissé entendre qu'il ne fallait pas attendre l'ennemi au Mont-Mouchet. D'accord, avec Gaston, vous m'avez fait cette concession : « Plus tard lorsque nous aurons des effectifs, etc ... ». C'était une erreur. Il faut avoir d'autant plus de troupes mobiles qu'on a des effectifs plus réduits. Ne revenons pas sur ce passé. 
b) Organisation du commandement
Au Mont-Mouchet c'était l'anarchie par pléthore de chefs. Tout le monde commandait, prenait des décisions que personne n'exécutait. Cela provenait de ce que le passage de la situation « maquis » à la situation « F.F.I. » était récent et s'était fait insensiblement. Par un scrupule que je comprends, vous avez laissé à vos anciens compagnons de lutte l'apparence d'une influence qu'ils ne pouvaient et ne devaient plus avoir. Vous-même chef régional, auriez dû passer complètement la main au chef militaire en ce qui concernait l'action locale et ne plus traiter avec vos collaborateurs personnels que des questions générales, relevant uniquement de vous, telles que le recrutement, la propagande, les relations avec les autres régions, avec Londres et Alger. Vous direz que vous ne vous êtes jamais substitué à Gaston pour l'organisation et la vie intérieure du Mont-Mouchet. Je vous répondrai que c'est faux. Sans le vouloir et même, je le crois, sans vous en rendre compte, c'est vous qui commandiez le réduit du Mont-Mouchet. Cela n'eût, après tout, pas été un mal, si vos anciens compagnons de lutte n'avaient, à leur tour, sous votre nom, usurpé eux aussi partie de l'autorité qui devait revenir entièrement et uniquement au seul chef militaire responsable. 
c) Manque de discipline
De la situation que je viens de vous exposer est résultée au Mont- Mouchet une indiscipline profonde dont, je le sais, vous souffriez et dont vous vous êtes plaint à plusieurs reprises devant moi. Votre Q.G. était une foire. Vous n'étiez pas le maître dans votre propre maison. J'en fus si effaré que, peut-être l'avez-vous remarqué, je fuyais votre E.M. et m'arrangeais les derniers jours pour ne plus manger avec lui.  
d) Évacuation du Mont-Mouchet
Rien ne justifiait l'évacuation du Mont-Mouchet, surtout dans les conditions lamentables où elle s'est effectuée. 
1. L'idée d'avoir des réduits à des distances qui leur permettent de contrôler une plus grande région et se porter un mutuel appui était excellente. La distance qui séparait le Mont-Mouchet de la Truyère était parfaite. C'est ainsi qu'à 2 reprises, dont hier, j'ai pu envoyer des unités sur vos extérieurs. La suppression du réduit du Mont-Mouchet affaiblit très gravement notre situation dans la région.
2. La décision d'évacuer le Mont-Mouchet me paraît avoir été prise brusquement, la veille au soir de son exécution, alors que l'urgence de cette opération n'était pas aussi évidente qu'on le pensait. L'idée était dans l'air.

Il n'empêche que cette évacuation a été décidée et exécutée en 12 heures quand la situation militaire ne l'imposait pas. C'est une folle panique d'avoir abandonné à l'ennemi une position organisée, du matériel, peut-être des munitions et des approvisionnements. Si on était décidé, à tort je le répète, à abandonner le Mont-Mouchet il fallait le décider en grand secret, se donner les délais nécessaires à cette opération, envoyer chaque jour du matériel à la Truyère sous prétexte de nouvelles répartitions, lui envoyer même des effectifs sous prétexte d'opérations combinées et enfin, hors de toute pression ennemie, une nuit, faire quitter le Mont-Mouchet aux derniers éléments, à pied, pour les amener à la Truyère en deux étapes au cours d'une opération d'ensemble.
Le spectacle d'hier fut pénible : autos personnelles de plus ou moins grands chefs civils qui fuyaient le coin où l'on se battait, ou tout au moins en donnaient l'apparence, camions à demi-chargés, voire pas chargés du tout, qui ne servaient qu'à véhiculer le conducteur et ses amis. J'ai entendu murmurer l'expression: « 1940 ». C'était exagéré. Mais tout cela eût pu être évité si la décision d'évacuer avait été prise dans le calme et exécutée progressivement.
Si je vous ai dit ce que je pensais du Mont-Mouchet avec une brutalité qui est le meilleur témoignage que je puisse vous donner de ma profonde estime pour votre caractère, de mon admiration pour votre œuvre et de mon affectueuse fidélité à votre personne, c'est uniquement pour éviter le retour d'un désastre qui, cette fois, marquerait la fin de notre résistance d'Auvergne.
Je vous propose ce qui suit :
1. Je prends le commandement de la région Auvergne. Aucune action, grande ou petite, ne se fera que je ne l'aie décidée.
2. Vous êtes le chef civil régional. Votre rôle est d'organiser nos forces et de les représenter auprès des chefs des autres régions, auprès des chefs civils de Londres et d'Alger. Toute liaison avec les chefs militaires nous étant commune.
3. Gaston prend le commandement, sous mon autorité, du centre de résistance de la Truyère, avec l'E.M. qu'il s'était constitué.
4. Les personnalités (chefs civils ou militaires) qui gravitaient autour de vous à quelque titre que ce soit seront cantonnées à Chaudes-Aigues. Leurs voitures personnelles seront remises par les soins du service auto du centre de résistance, qui les maintiendra en état de marche et les leur remettra quand elles quitteront définitivement le secteur. Au cas où, par suite de la situation militaire, ces personnalités ne pourraient rester cantonnées à Chaudes-Aigues, je leur fixerais dans le réduit une résidence où elles devraient strictement se cantonner.
5. Un conseil de défense régional sera constitué. Il se réunira en principe tous les jours, tant pour les décisions à prendre que pour l'information de ses membres. Sa composition sera la suivante :

- Colonel Thomas, chef militaire de la région : président
- Gaspard, chef civil de la région : vice-président
- Gaston, commandant du centre de résistance de la Truyère
- Prince, chef de la sûreté intérieure et extérieure
- Fournier, chef du ravitaillement
- Lacoste, chef du ravitaillement
- Stéphane, chef de l'armement et des munitions
- Laurent, chef des transports.

Les membres ci-dessus, chefs responsables des services essentiels de notre action régionale, se donneront les états-majors ou les collaborateurs qui leur seront nécessaires. Leurs attributions seront définies au cours de la première réunion du conseil. Seuls ils auront autorité sur le service qui leur reviendra. Leurs décisions seront valables pour toute la région. 
Signé: Thomas »
Émile Coulaudon ne donna aucune suite à ce rapport.

## Commentaires de maquisards et de résistants
« Il est admis aujourd'hui que ces concentrations furent une erreur monumentale. D'une part, pour le débarquement en Normandie, l'Auvergne ne présentait aucun intérêt stratégique, d'autre part elles facilitèrent la riposte allemande et aboutirent à des pertes inutiles, aussi bien civiles que militaires. Les chefs civils de la Résistance de la 6e région furent des hommes remarquables et pleins de mérite. Toutefois, ce n'est pas en cousant des galons sur leurs manches qu'ils se sont transformés en officiers et stratèges de valeur.
Les réduits du Mont-Mouchet et de la Truyère auraient pu jouer un autre rôle après le débarquement de Provence. Quant aux chefs de compagnie, leur valeur était inégale : à côté de très grands chefs de bande se trouvaient des hommes dont l'expérience militaire était insuffisante pour remplir efficacement ce rôle. Mais que dire de tous ces galonnés sans charges ni responsabilités qui encombraient les états-majors des unités et qui s'étaient lancés dans cette aventure simplement par opportunité et quelquefois pour se blanchir d'anciennes activités plus ou moins douteuses ? »

— Robert Séguin, maquisard de la 26e compagnie, La 26e compagnie de Fridefont et les combats de Clavières en 1944 Revue de la Haute Auvergne T. 57 – Avril-juin 1995, page 223

« Le rassemblement des maquis d'Auvergne en Margeride… Cette concentration des maquis en un même lieu avait été une conception absurde, une erreur colossale… Grouper en un seul corps ces unités disparates pour constituer au cœur du massif Central, une sorte de bastion de la Résistance, c'était retirer aux maquis l'avantage de leur mobilité, donc de leur efficacité. D'autant plus que cette concentration décidée hâtivement, fut effectuée sans aucune préparation préalable sur le terrain, sans hiérarchie de commandement… Dans ces conditions, cet assemblage d'éléments hétéroclites, disposant de son seul armement d'origine… constituait une formation vulnérable qui n'était même pas en mesure d'opposer une résistance sérieuse à l'armée régulière allemande. »

— Pierre Meyniel membre de la Résistance Murataise, J'étais à Murat en Juin 1944 - Revue de la Haute Auvergne, T.64 – avril-juin 2002, page 159

## Brigade Jesser
La brigade Jesser, composée de vétérans du front de l'Est (séjournant dans le secteur Orléans-Pithiviers) dont :
- Le kampfgruppe de Hellmuth Abel, composé de :
  - 1000e régiment motorisé de sécurité (Sicherungs Motorisierte Régiment 1000),
  - 3e bataillon du 19e régiment S.S. Polizei
  - d'une compagnie du 958e bataillon de la Flak (unités antiaériennes)
- Le kampfgruppe de Johann Enss, composé de :
  - du bataillon de reconnaissance réservé au 1000e régiment motorisé de sécurité (Aufklärungs Abteilung 1000),
  - 1 bataillon de la Légion d'Azerbaïdjan (Ost Bataillon du Freiwilligen Stamm Régiment) stationné à Rodez (ancien bataillon 804 ?)
  - 1 batterie du régiment d'artillerie 28 (189e division de réserve)
- Le kampfgruppe du Rittmeister Coelle, composé de :
  - 1 bataillon de la Légion des Tatars de la Volga (Ost Bataillon du Freiwilligen Stamm Régiment) stationné au Puy-en-Velay,
  - 3 détachements motorisés d'intervention de la Feldgendarmerie (GFP)
  - du reste du 958e bataillon de la Flak
- 1 peloton blindé de reconnaissance en provenance de Paris,
- 2 escadrilles de Schlachtgeschwader 4 de la Luftwaffe de la base aérienne d'Aulnat.

## Commémoration
Proche du sommet du mont Mouchet, dans la commune d'Auvers, un mémorial de la Résistance a été installé, de même qu'un musée de la Résistance, à la mémoire des maquisards du Haut Gévaudan.
Le 5 juin 1959, le président Charles de Gaulle en voyage présidentiel dans le Cantal vient commémorer les événements sur ce lieu.

## Citations
« Il s'est passé ici un épisode trop méconnu, mais très héroïque, de la Résistance Française. J'ai tenu à venir rendre un hommage à la mémoire de ceux qui sont tombés sur ce haut lieu de notre Patrie, et à saluer les anciens qui ont combattu ici sous les ordres du Colonel Gaspard » Général de Gaulle - le 5 juin 1959.

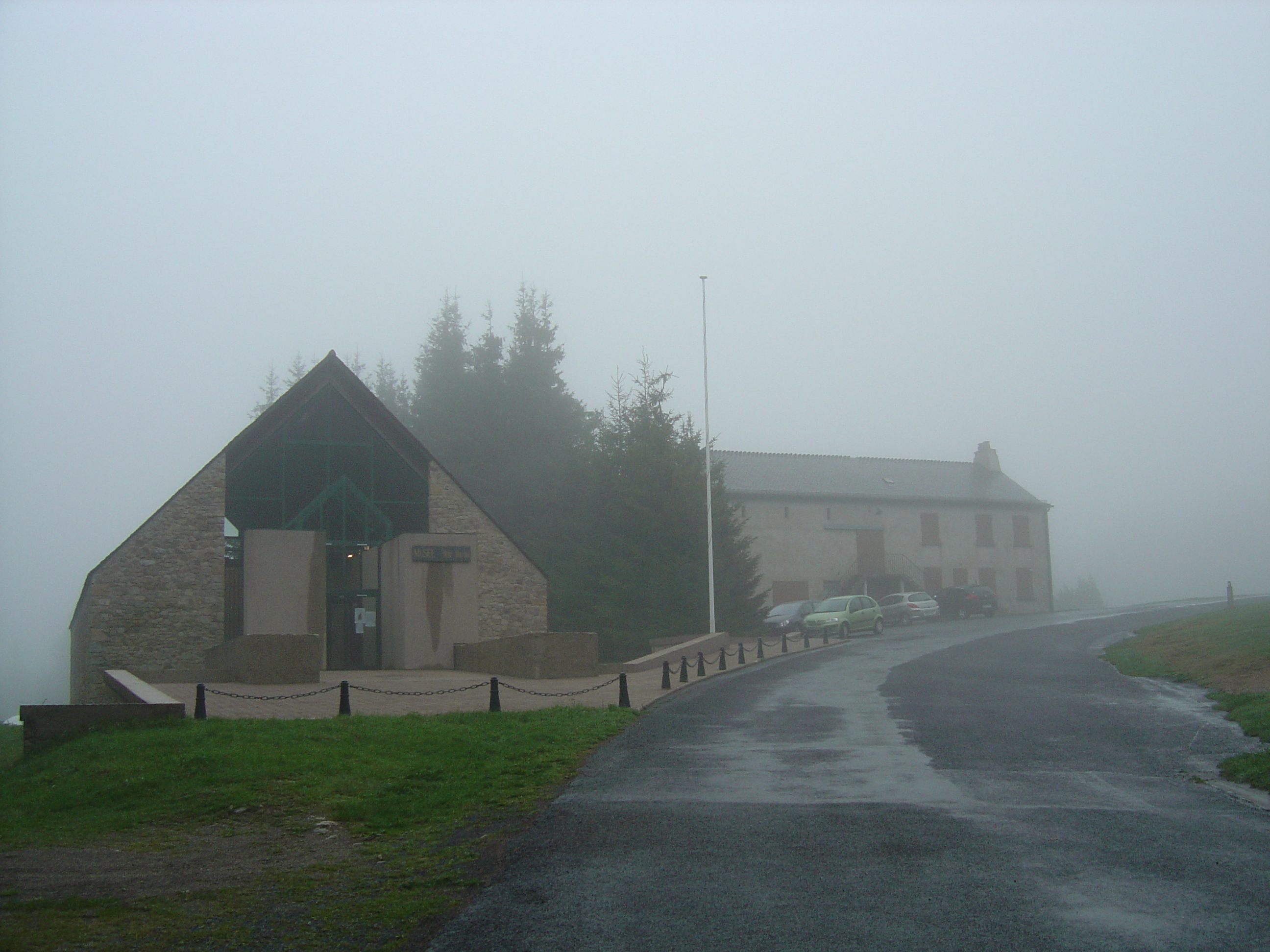
Musée de la Résistance
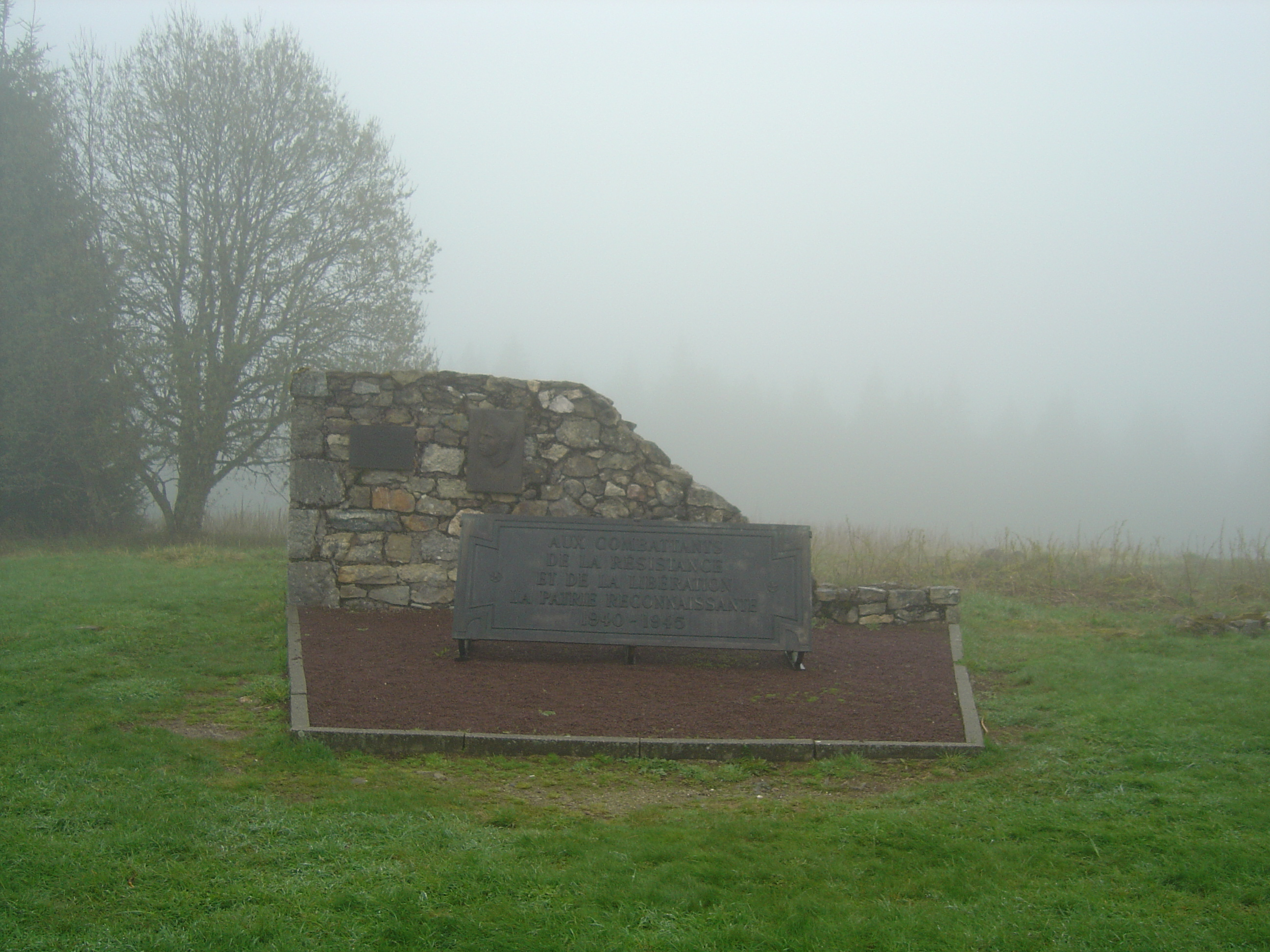
Autre stèle en mémoire des combats au mont Mouchet
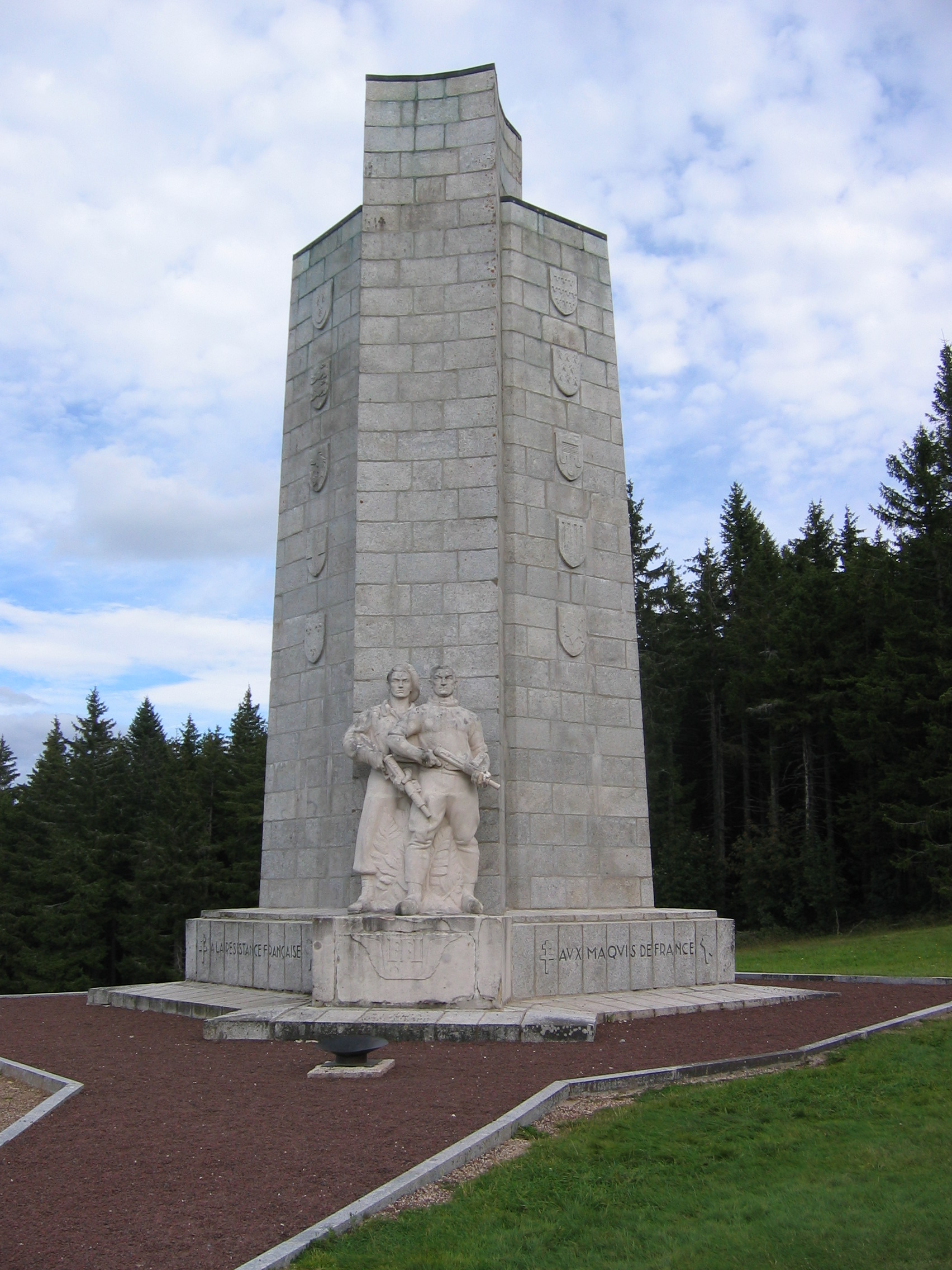
Mémorial national de la Résistance et des maquis